# Eko Irawan
Eko Irawan (n. 24 iulie 1989, Metro⁠(d), Lampung, Indonezia) este un halterofil ce a reprezentat Indonezia, medaliat olimpic. A participat la 4 ediții ale Jocurilor Olimpice (2008, 2012, 2016, 2020) în care a câștigat o medalie de argint și o medalie de bronz.